# 兀孙
兀孙，又作许孙、兀孙老人，蒙古帝国人物，尼伦蒙古巴阿邻氏人，萨满教徒、巫师。
1189年铁木真第一次称汗前，兀孙与豁儿赤、阔阔搠思脱离札木合投奔了铁木真，多年忠诚地为铁木真效力。1206年，大蒙古国建立后，他受封为第二十位功臣千户长。后来，成吉思汗杀掉通天巫阔阔出，立亲信兀孙为萨满教首领别乞。成吉思汗对兀孙、忽难、阔阔搠思、迭该四个亲信说：“你们四人，凡是看见的事、听到的话，从不隐匿，全告诉我。并且常把所知道的、所想到的事对我说。蒙古有担任别乞之制。巴阿邻氏作为长子后裔，在亲族中由尊长担任别乞，兀孙是巴阿邻氏为长的子孙，可做别乞。做了别乞，穿白衣， 骑白马，坐在高座上主持祭祀，选算年月吉凶。”那珂通世《成吉思汗实录》卷八认为许孙即《元史·卷一百二十二》中同饮奥朱尼河水之克烈部人哈散納。余大钧认为兀孙与哈散纳对音不符，不能视为同一人。